# Dénes Pázmándy (Politiker, 1816)

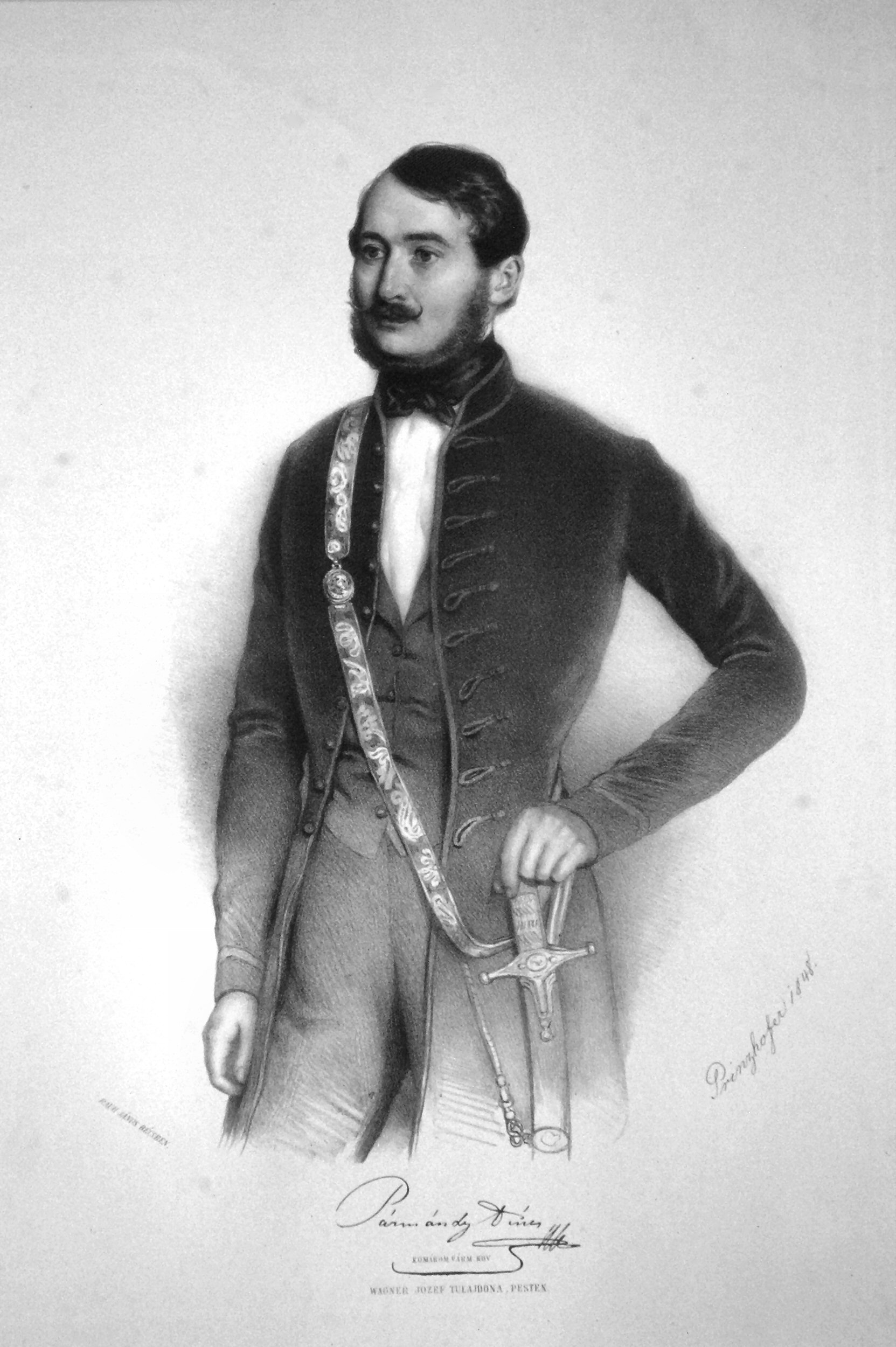
Dénes Pázmándy

Dénes Pázmándy von Szomor und Somodor (* 7. April 1816 in Kömlőd, Komitat Komorn; † 24. Januar 1856 in Baracska, Komitat Weißenburg) war ein ungarischer Politiker, Großgrundbesitzer und erster Präsident des Ungarischen Abgeordnetenhauses.

## Leben
Nach Besuch der königlichen Akademie in Pressburg, wurde Pázmándy 1843 als Nachfolger seines Vaters zum Abgeordneten auf den Pressburger Landtag gewählt. 1847 wurde er Vizegespan des Komitats Komorn und begleitete im Folgejahr László Szalay im Auftrag von Ministerpräsident Lajos Batthyány auf die Frankfurter Nationalversammlung, wo sie von deren Präsidenten Heinrich von Gagern als Geschäftsträger für Ungarn angesehen wurden. Inmitten der Ungarischen Revolution wurde Pázmándy am 10. Juli 1848 zum ersten Präsidenten des Abgeordnetenhauses erklärt, folgte dessen Umzug nach Debrecen jedoch nicht, weshalb ihm im März 1849 sein Mandat entzogen wurde. Einen Monat später wurde er von Richard Guyon verhaftet, und Lajos Kossuth ordnete eine Untersuchung gegen ihn an. Wenig später wurde Pázmándy jedoch, nach Einschreiten von Justizminister Sebő Vukovics, freigelassen. Nach Niederschlagung der Revolution lebte er zurückgezogen auf seinem Gut.